# Joaquín Miguel Gutiérrez, Villaflores
Joaquín Miguel Gutiérrez är en ort i Mexiko.   Den ligger i kommunen Villaflores och delstaten Chiapas, i den sydöstra delen av landet, 700 km sydost om huvudstaden Mexico City. Joaquín Miguel Gutiérrez ligger 636 meter över havet och antalet invånare är 1 663.
Terrängen runt Joaquín Miguel Gutiérrez är kuperad österut, men västerut är den platt. Runt Joaquín Miguel Gutiérrez är det ganska glesbefolkat, med 47 invånare per kvadratkilometer. Närmaste större samhälle är Cristóbal Obregón, 11,9 km nordväst om Joaquín Miguel Gutiérrez. Trakten runt Joaquín Miguel Gutiérrez består till största delen av jordbruksmark.